# Gornate-Olona
Gornate-Olona (lombardul: Gornaa) település Olaszországban, Varese megyében. Lakosainak száma 2165 fő (2023. január 1.). Gornate-Olona Caronno Varesino, Castiglione Olona, Morazzone, Venegono Inferiore, Carnago, Castelseprio és Lonate Ceppino községekkel határos.

## Népesség
A település népességének változása:
| Lakosok száma | 2223 | 2194 | 2165 |
|               | 2017 | 2018 | 2023 |